# Movimento delle sardine

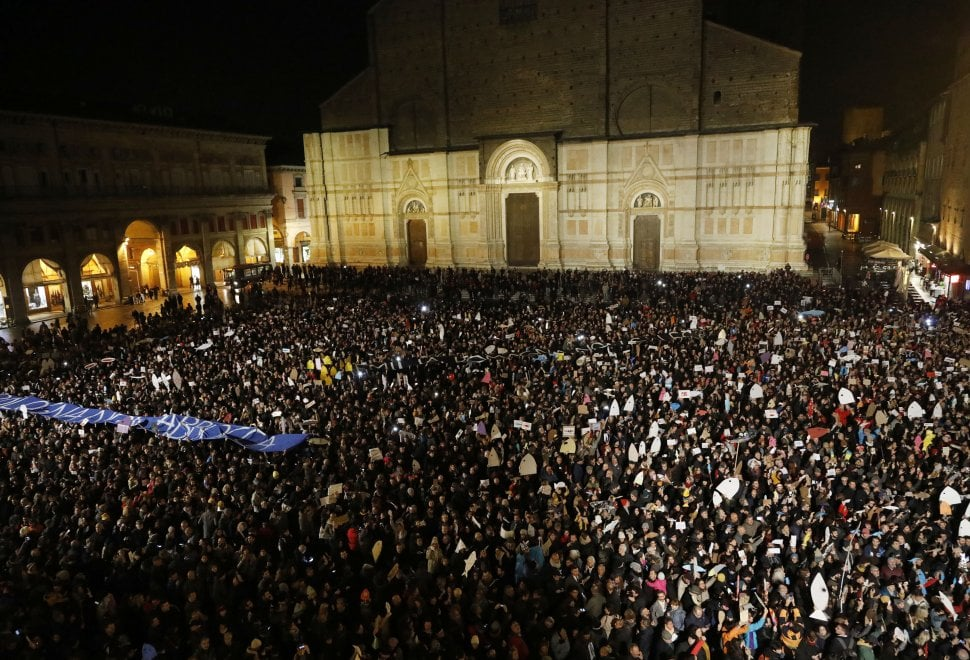
Flash mob "6000 sardine contro Salvini" a Bologna (14 novembre 2019)

Il Movimento delle sardine, anche noto semplicemente come Le Sardine o 6000 sardine, è stato un movimento di attivismo politico italiano.
Il movimento era dichiaratamente acefalo e senza una gerarchia definita, tuttavia Mattia Santori, uno dei fondatori, venne identificato dalle fonti giornalistiche come leader di fatto del movimento. Alcune delle figure più rilevanti del movimento fondarono un'associazione denominata Associazione 6000 sardine E.T.S.
Il movimento nacque a Bologna nel novembre del 2019 durante la campagna elettorale per le elezioni regionali in Emilia-Romagna del 26 gennaio 2020, dichiarandosi in opposizione al populismo e al sovranismo che caratterizzavano alcuni partiti della destra italiana, che in quel momento si trovavano all'opposizione al governo Conte II, pur risultando in testa ai sondaggi politici d'opinione. Dopo le prime manifestazioni nella regione di origine, in breve il movimento si estese anche a livello nazionale, costituendo secondo alcuni analisti la principale novità di quegli anni sul lato sinistro dello spettro politico, anche se di fatto le sue attività si indebolirono fortemente fin dalla prima ondata della pandemia di COVID-19. Le Sardine ispirarono anche un simile movimento in Finlandia chiamato Silakkaliike ("aringhe").
Ciò che caratterizzò il movimento delle sardine rispetto ad altre forme di contrasto al populismo fu anche il fatto di essere una mobilitazione popolare e non, come in altri casi, il frutto di precise strategie di partiti e media tradizionali.
Il richiamo alla sardina, simbolo del movimento che veniva esibito dai militanti in occasione delle proprie manifestazioni, derivava dalla locuzione "stretti come sardine", intendendo quindi richiamare il desiderio di riempire il più possibile le piazze, ma si riferiva anche alla caratteristica di questi pesci, i quali, piccoli e indifesi, si muovono in gruppo con forza.

## Storia

### Contesto
Tradizionale roccaforte della sinistra dapprima socialista, poi comunista e infine post-comunista per più di un secolo, a partire dalla crisi economica del 2008-2009 l'Emilia-Romagna ha visto una progressiva crisi del partito erede di tale tradizione, il Partito Democratico, e delle coalizioni da esso guidate. Dopo l'ultimo successo delle elezioni europee del 2014, infatti, vi fu dapprima un record storico negativo nella partecipazione elettorale alle regionali del 2014, ma soprattutto l'ottenimento della maggioranza relativa a livello regionale da parte del Movimento 5 Stelle nelle elezioni politiche del 2018 e della Lega nelle europee del 2019, che ottenne il 33,8% dei voti, con una media del 47,8% nei piccoli comuni sotto i tremila abitanti.
La coalizione di centro-destra e il partito allora egemone al suo interno, la Lega di Matteo Salvini, apparivano dunque come i favoriti alla vigilia delle elezioni regionali dell'anno successivo, con un distacco di ben sette punti percentuali da recuperare da parte del centro-sinistra in base ai risultati delle europee. A questi fattori si aggiunse poi un ulteriore fattore di tipo nazionale. Nell'estate 2019 infatti cadde il governo Conte I, appoggiato da una coalizione tra M5S e Lega, e, nonostante le richieste di andare a elezioni anticipate da parte del centro-destra, si formò una coalizione alternativa formata da M5S, PD, LeU e altri, che appoggiava il nuovo governo Conte II. Alla contesa elettorale in Emilia-Romagna venne così dato da parte della Lega il valore di una contesa nazionale, nell'idea che la nuova coalizione non avrebbe potuto reggere alla perdita di una storica roccaforte del centro-sinistra. All'opposto, il centro-sinistra guidato dal Partito Democratico tese a dare alla tornata elettorale un significato meramente locale, basandosi sulla propria presenza ancora prevalente nelle amministrazioni comunali. L'invito a trasformare le elezioni in una contesa su temi nazionali fu invece accolto da un nuovo movimento, le "Sardine".

### 6000 Sardine e la campagna elettorale in Emilia-Romagna
In questo contesto favorevole, il 14 novembre 2019 la Lega organizzò un evento al Paladozza di Bologna, nel quale il segretario del partito Matteo Salvini lanciò la candidatura a presidente della regione della leghista Lucia Borgonzoni per la coalizione di centro-destra.
Contemporaneamente all'evento leghista, un gruppo di quattro amici (Mattia Santori, Andrea Garreffa, Roberto Morotti e Giulia Trappoloni) creò su Facebook un evento denominato "6000 sardine contro Salvini". L'obiettivo era quello di radunare sul "Crescentone", grosso marciapiede rettangolare e rialzato posto al centro di piazza Maggiore, almeno 6 000 persone, ovvero un numero di persone superiore a quelle che avrebbero potuto presenziare all'evento al Paladozza, dotato di 5 570 posti a sedere. Il nome "sardine" derivava dal fatto che 6 000 persone sul Crescentone sarebbero state "strette come sardine". Da tale locuzione derivò un intero sistema di metafore: la manifestazione venne presentata come la "prima rivoluzione ittica della storia", uno degli slogan lanciati fu "l'Emilia-Romagna non abbocca", mentre i manifestanti vennero invitati a portare con sé una sagoma di una sardina. La manifestazione era rigorosamente apartitica e venne richiesto di non esibire simboli di partito. L'evento, anche grazie a una forte copertura mediatica, fu un successo: i manifestanti furono il doppio rispetto all'obiettivo iniziale, in maggioranza giovani sotto i trent'anni.

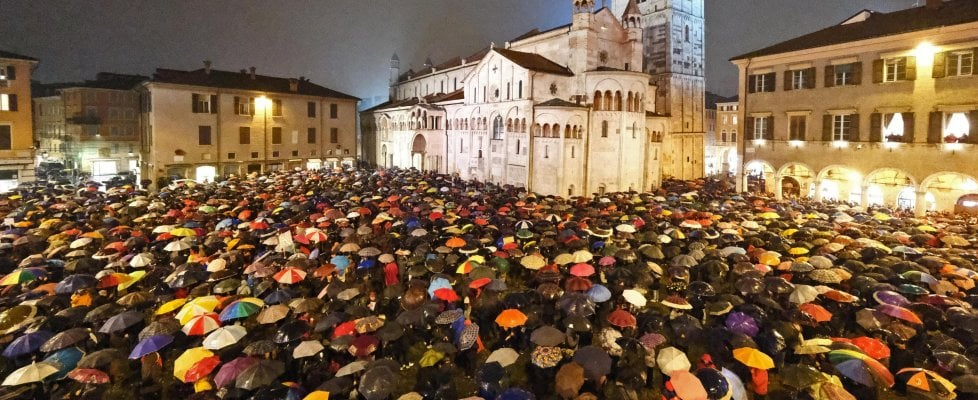
Flash mob delle sardine a Modena

Il successo del raduno delle "sardine" venne poi replicato il 18 novembre in piazza Grande a Modena e il 21 novembre a Sorrento, stesso giorno di pubblicazione del primo manifesto del movimento, denominato "Benvenuti in mare aperto", in cui si annunciava la lotta contro i populisti.

Alla fine di novembre, dopo aver svolto numerose manifestazioni in molti comuni dell'Emilia-Romagna, tra cui Bibbiano, al centro di uno scandalo su affidamenti di minori che coinvolgeva anche il sindaco del Partito Democratico, contro cui la Lega aveva preso posizioni durissime, il movimento si diffuse anche al di fuori dei confini regionali, con numerosi flash mob organizzati in diverse piazze italiane. Le maggiori manifestazioni ebbero luogo il 30 novembre con quasi 30 000 persone radunate in piazza della Repubblica a Firenze, il 1º dicembre con più di 25 000 persone in piazza Duomo a Milano e il 10 dicembre con circa 40 000 persone che riempirono piazza Castello a Torino. Altri eventi furono organizzati a Napoli e Palermo e in alcuni casi anche all'estero, con manifestazioni nella città di New York, acquisendo così visibilità anche internazionale.

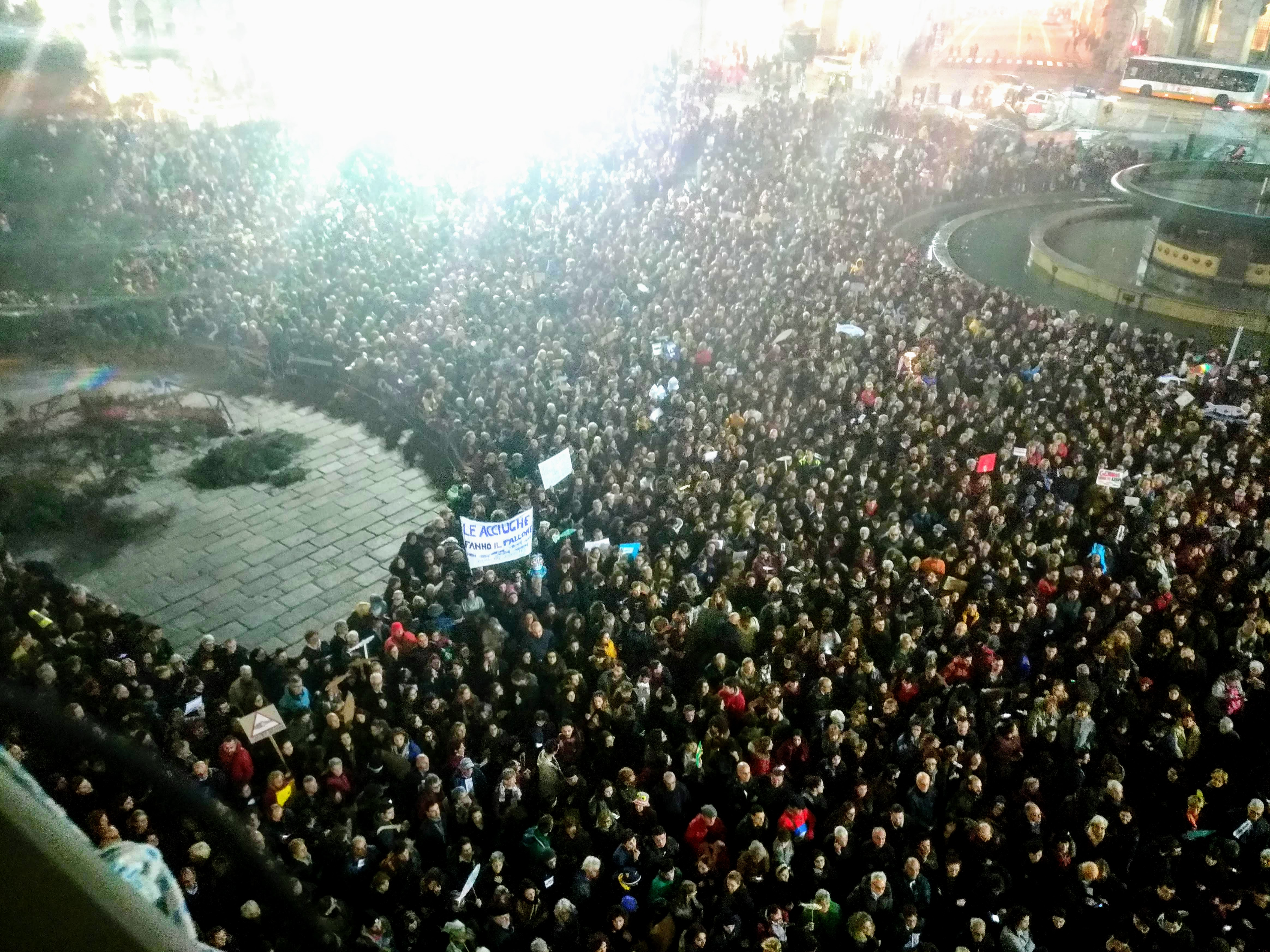
La manifestazione delle Sardine contro odio e razzismo a Genova in Piazza De Ferrari il 28 novembre 2019

Il 14 dicembre, un mese dopo il primo raduno bolognese, le Sardine lanciarono il "Global Sardina Day", organizzando una manifestazione a Roma in Piazza San Giovanni a cui parteciparono, secondo gli organizzatori, quasi 100 000 persone (35 000 secondo la questura). Durante la manifestazione romana, il leader di fatto delle Sardine, Mattia Santori, presentò i principali punti programmatici del movimento, che includevano la richiesta di trasparenza politica, la condanna dei discorsi di incitazione all'odio, una proposta di legge contro la violenza verbale (che si proponeva di equiparare legalmente alla violenza fisica) e una nuova politica di gestione dell'immigrazione in Italia. In particolare venne chiesta l'abolizione del cosiddetto "Decreto Sicurezza" promosso da Matteo Salvini durante il precedente governo Conte I, che aveva introdotto una serie di misure contro l'accoglienza dei migranti e che facilitavano l'espulsione degli irregolari. Lo stesso giorno si svolsero anche manifestazioni più piccole in altre nove piazze italiane e quattordici nel mondo, tra le quali Bruxelles, Parigi (200 persone) e Berlino.

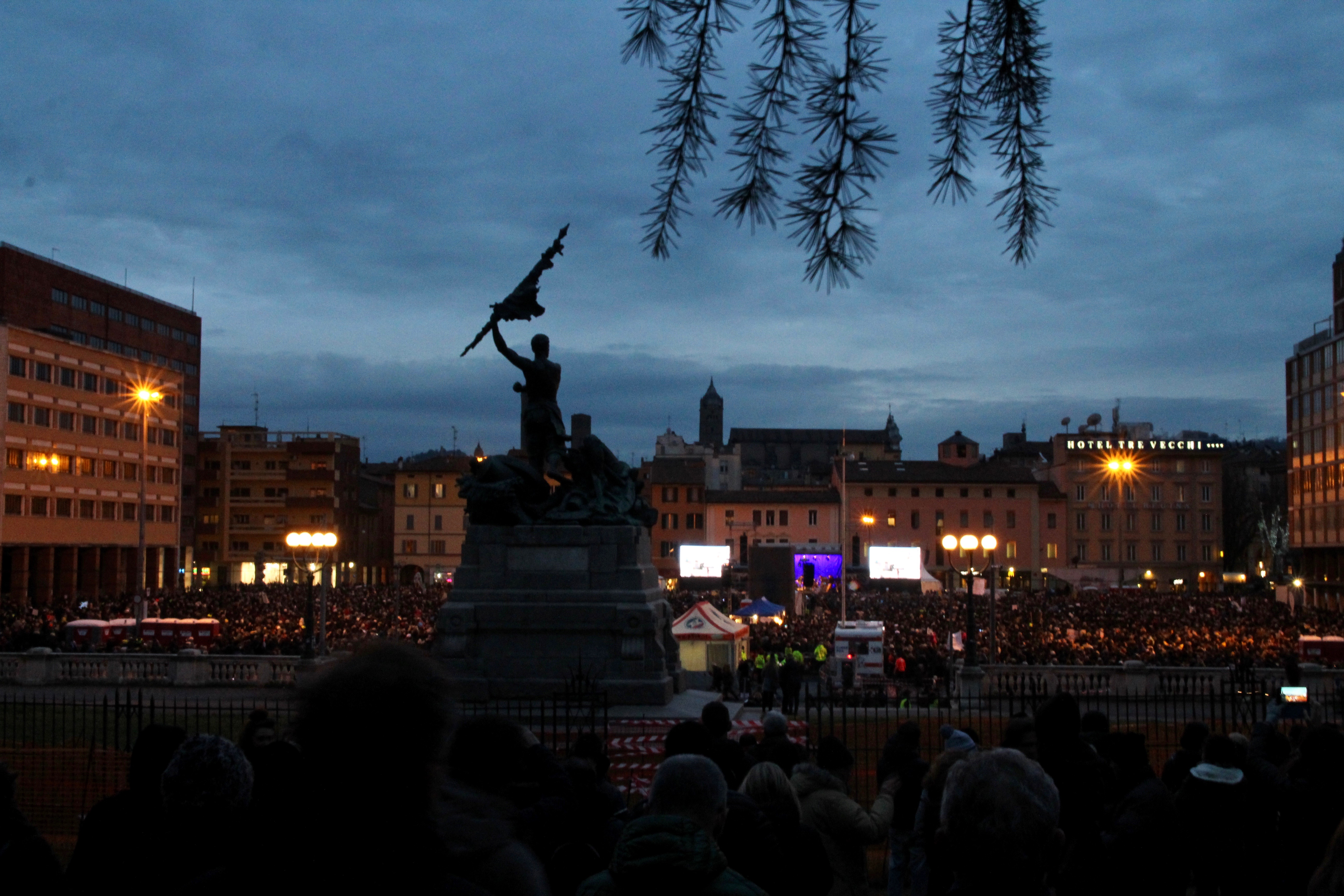
La manifestazione delle sardine in piazza VIII Agosto a Bologna del 19 gennaio 2020

L'ultima grande manifestazione di piazza delle Sardine prima del voto regionale, denominata "Bentornati in mare aperto", si tenne domenica 19 gennaio in piazza VIII Agosto a Bologna, alla presenza di circa 40 000 persone. Nel concerto, durato oltre sei ore, si esibirono molti artisti, tra cui MaLaVoglia, Altre di B, Mario Ferrara, Joycut, Rumba de Bodas, Matilda De Angelis e Cristiana Dell'Anna, Skiantos, Fabrizio Barca e Patrizio Roversi, Casa del vento, Selvaggia Lucarelli, Gianni Morandi, Bandabardò, Sandro Ruotolo, Francesca Michielin, Modena City Ramblers, Il Terzo Segreto di Satira, Marlene Kuntz, Pif, Alessandra Amoroso, Irene Fornaciari, Vasco Brondi, Vicini d'istanti, Moni Ovadia, Afterhours, Subsonica, Willie Peyote, Alessandro Bergonzoni, Marracash e Vibrella sound, mentre Francesco Guccini inviò un messaggio di sostegno.
Il successo delle sardine si dovette anche alla forma delle loro manifestazioni, flash-mob più che comizi, adatti a coinvolgere una moltitudine di giovani tendenzialmente lontani dalla politica, ma disposti a farsi coinvolgere in forme meno impegnative di attività politica. Il movimento riuscì quindi anche a essere un veicolo di ri-politicizzazione dei partecipanti alle manifestazioni, creando anche un certo senso di comunità tra i propri membri.
Sulla misura in cui le Sardine abbiano contribuito al successo del candidato di centro-sinistra in occasione delle elezioni regionali emiliano-romagnole del 26 gennaio vi sono state analisi contrastanti. Se vi è chi ha sottolineato l'importanza del candidato Stefano Bonaccini e dei temi regionali sottolineati dal PD durante la campagna elettorale, altre analisi hanno invece individuato, in quei comuni dove vi erano state manifestazioni delle Sardine, una percentuale media di voti per Lega e Fratelli d'Italia inferiore di quattro punti percentuali, a parità di altre condizioni, rispetto agli altri comuni emiliano-romagnoli.

### Dopo il voto regionale
In seguito al successo nel voto emiliano-romagnolo del 26 gennaio 2020 e al rapido diffondersi del movimento sul territorio nazionale, esso dovette riorganizzarsi, dotandosi di una struttura di coordinamento tra i gruppi locali e decidendo quali temi sostenere dopo il successo della campagna iniziale. Il 1º febbraio 2020 venne pubblicato un appello al Presidente del Consiglio Giuseppe Conte, chiedendo ascolto e un confronto su tre punti principali: Mezzogiorno, sicurezza sociale e democrazia. La richiesta verrà poi accolta, e vi saranno incontri con Francesco Boccia (ministro per gli affari regionali) e Giuseppe Provenzano (ministro per il Sud e la coesione territoriale). Il 4 febbraio un post sul profilo Facebook delle Sardine annunciò una nuova fase per il movimento, con la volontà, tra le altre cose, di rafforzare e coordinare i gruppi locali (anche con incontri di formazione), la creazione di un gruppo centrale per la comunicazione online, una prossima assemblea nazionale del movimento e nuove iniziative su nuovi temi, come il problema dei cassintegrati Whirlpool e Novolegno.
Tale processo venne tuttavia interrotto dallo scoppio della pandemia di COVID-19, che obbligò il movimento a sospendere qualsiasi attività in presenza, dovendosi limitare alla dimensione digitale. Il movimento patì questo momento: da un lato perché - pur usando ampiamente gli strumenti digitali - aveva basato la propria intera attività sulla dimensione fisica; dall'altro perché lo stesso tema del contrasto al populismo finì in secondo piano, così come entrò in crisi la macchina comunicativa di Matteo Salvini, nel momento in cui la crisi pandemica occupava l'intero spazio politico. La stessa comunicazione online in questo periodo si diradò. Il 26 maggio 2020 il leader Mattia Santori annunciò tramite una lettera pubblica l'intenzione di prendersi una "pausa di riflessione". Vi è chi ha sostenuto che il movimento successivamente non si sia mai del tutto ripreso dalla crisi patita durante la pandemia, un fenomeno del resto comune a gran parte dei movimenti sociali attivi nel mondo allo scoppio della pandemia.
Con l'attenuazione estiva della pandemia, il movimento riprese le proprie attività. Dopo un primo flash-mob a Bologna già a maggio (in cui vendettero piantine per finanziare la costituzione di "teatri di quartiere"), la principale campagna nel periodo estivo fu contro la diminuzione del numero di parlamentari al referendum costituzionale del settembre 2020. Secondo le Sardine, infatti, il taglio dei parlamentari rappresentava una resa ad argomentazioni populiste che avrebbe indebolito il Parlamento e peggiorato la qualità della democrazia. Questa posizione portò le Sardine in rotta di collisione col governo e con i partiti che lo sostenevano - quasi tutti a favore della riforma - anche se durante la campagna evitarono di attaccare il PD, concentrandosi su M5S e Luigi Di Maio. La manifestazione per il "no" si svolse il 13 settembre 2020 a piazza Santi Apostoli, a Roma.
Nello stesso periodo il movimento si mobilitò in vista delle elezioni regionali di settembre, organizzando iniziative nelle regioni che sarebbero andate al voto. Non vennero tuttavia organizzate grandi manifestazioni (visto anche il periodo pandemico), ma iniziative locali di piccola scala, che le Sardine definirono come "politica di prossimità". Anche in questo caso sostennero apertamente i candidati di centro-sinistra, pur esprimendo pubblicamente le loro riserve nei confronti di Vincenzo De Luca e Michele Emiliano, i candidati democratici in Campania e Puglia. Il focus della campagna fu in Toscana (dove un successo del centro-destra avrebbe avuto un significato simbolico paragonabile a quello di un successo in Emilia-Romagna) e in Liguria, dove sostennero Ferruccio Sansa, candidato di una coalizione tra PD e M5S.
Nel marzo 2021, in seguito alle dimissioni di Nicola Zingaretti dalla segreteria del PD, Santori, Cristallo e un'altra ventina di militanti occuparono simbolicamente la sede del PD in largo del Nazareno a Roma, chiedendo ai vertici del partito la creazione di un "campo largo di centro-sinistra". A maggio 2021 Santori intervenne al convegno in streaming per la nascita di Prossima, una corrente del PD. In agosto fu annunciata la candidatura di Santori come indipendente nella lista del Partito Democratico alle elezioni comunali del 3-4 ottobre 2021 a Bologna, a sostegno di Matteo Lepore. Altre candidature vennero annunciate anche per le elezioni comunali a Latina, Milano, Roma e Torino, in liste del PD o altri partiti di sinistra, con esclusione di Italia Viva o correnti renziane, secondo una strategia definita dal movimento come di "disseminazione", il cui obiettivo dichiarato era quello di "spostare a sinistra" il PD. Santori risultò eletto al consiglio comunale di Bologna.
Nello stesso periodo il movimento aderì alla campagna di raccolta firme indetta dall'Associazione Luca Coscioni per un referendum per ottenere la legalizzazione dell'eutanasia; inoltre nel novembre 2021 si tenne a Marzabotto la prima assemblea nazionale del movimento.
Nel 2022 alcuni membri delle Sardine, insieme al Popolo Viola, organizzarono alcune manifestazioni contro l'autocandidatura di Silvio Berlusconi alle elezioni presidenziali, anche se le proteste furono piccole e poco partecipate. In vista delle elezioni politiche del 2022 venne organizzata il 10 settembre una manifestazione nazionale in piazza Santi Apostoli a Roma per la promozione dei diritti civili e sociali, ma l'iniziativa, cui Santori non partecipò, fallì attirando solo poche decine di persone. Nel novembre 2022 il movimento aderì alla manifestazione per la pace in Ucraina organizzata da diverse associazioni cattoliche e laiche.
Sul finire del 2022 Santori dichiarò la sua formale adesione al PD, sostenendo la candidatura di Elly Schlein alle imminenti elezioni primarie del partito. Ciò, assieme a sue precedenti dichiarazioni e alla fuoriuscita di Jasmine Cristallo dall'associazione, hanno lasciato in dubbio il futuro del movimento.

## Ideologia
Da molte parti le Sardine sono state accusate sostanzialmente di non avere un progetto politico e di avere come unica cosa in comune le "buone intenzioni". Studiosi come Paul Ginsborg hanno anzi individuato nell'indeterminatezza e nell'indistinzione due tratti fondamentali del movimento. Oltre a tali elementi tuttavia i politologi ne hanno individuato una ulteriore serie di caratteri politici e ideologici.

### Il catalizzatore: l'anti-populismo
Nella letteratura politologica il catalizzatore del movimento è stato identificato nell'opposizione al populismo e al sovranismo propugnati dalla Lega di Matteo Salvini. Infatti, benché a partire dagli anni 1990 il populismo sia stata una caratteristica condivisa in fasi diverse praticamente dall'intero arco politico italiano, la figura di Salvini nel 2019 avrebbe incarnato appieno le caratteristiche del leader populista: da un lato a livello di discorso politico, con l'opposizione all'establishment delle istituzioni dell'Unione europea, condotta in nome della volontà popolare; dall'altro lato a livello comunicativo, con un discorso pubblico allora interamente incentrato su Salvini (pro o contro di lui), presentato come Il Capitano, e che non a caso entrò nello stesso nome della nuova Lega nata nello stesso 2019 sulle ceneri della Lega Nord: la Lega per Salvini Premier.
In questo senso furono centrali i social network, sui quali durante la campagna elettorale in Emilia-Romagna Salvini fu egemone, con 5,22 milioni di interazioni legate al tema delle elezioni regionali, e dove poteva presentarsi come un leader direttamente a contatto col popolo, attraverso l'uso di un linguaggio anche di livello basso e grazie alla costante documentazione delle sue attività quotidiane. Infine, a tutto ciò si aggiungeva l'uso di uno stile provocatorio e aggressivo, come la controversa iniziativa di andare nella periferia bolognese con media al seguito, citofonando a un'abitazione per chiedere se presso il domicilio si spacciasse. Dopo la nascita delle Sardine, anche loro furono oggetto di tale linguaggio da parte di Salvini: Santori venne ad esempio soprannominato Capopesce, altri oratori del movimento vennero sbeffeggiati, mentre in occasione della giornata internazionale del gatto venne lanciato l'hashtag #gattiniconsalvini, con gatti che mangiavano sardine.
Il movimento delle Sardine trovò nell'opposizione alla "deriva populista" la propria caratteristica principale, paragonandosi a un "anticorpo" contro il "virus populista". Il movimento si presentava così come un insieme di "persone normali", con valori apolitici ma opposti ai populisti, ritenuti bugiardi, manipolatori e sbruffoni. L'intento non era tuttavia quello di escludere la Lega dalla sfera pubblica, bensì di condizionare il dibattito pubblico. L'opposizione alla Lega venne quindi giocata principalmente su tre fattori: uno stile comunicativo educato, la ri-mobilitazione fisica dei cittadini in opposizione alla politica giocata esclusivamente nella sfera digitale e infine il fatto di sottolineare la complessità dei temi politici.
Riguardo al primo punto, le Sardine (che avevano vietato già dalla prima manifestazione ogni tipo di insulti) si espressero innanzitutto contro la violenza verbale nella politica italiana, chiedendo addirittura che fosse equiparata legalmente alla violenza fisica. In opposizione alle cosiddette "salvinate" (le modalità espressive a loro parere fuori dalle righe adottate da Salvini), dichiararono di voler mettere al centro la gentilezza, il rispetto, l'eleganza e soprattutto l'empatia. Di conseguenza, al contrario di altre passate manifestazioni contro la Lega (come quelle del movimento "Mai con Salvini" tra 2015 e 2017) le proteste delle Sardine rimasero sempre rigorosamente pacifiche. Allo stesso modo criticarono altri atteggiamenti simili, come la "campagna elettorale permanente" da parte dei politici, chiedendo addirittura che i rappresentanti delle istituzioni comunicassero solamente attraverso i canali istituzionali. Queste richieste di maggiore formalità esprimevano anche un atteggiamento pro-istituzionale opposto alla retorica populista. D'altro canto, alcuni sociologi hanno sostenuto che nemmeno le stesse Sardine si siano sottratte a questo meccanismo, inserendosi quindi esse stesse nel contesto comunicativo della campagna elettorale permanente.
Il secondo punto era indicativo della particolare forma di anti-populismo adottata dalle Sardine, che non era elitaria (come altre forme di anti-populismo), ma promuoveva anzi una mobilitazione popolare. Questa mobilitazione tuttavia sarebbe dovuta avvenire in forma prima di tutto fisica, mentre la dimensione virtuale veniva usata solo in maniera strumentale. I media digitali e i social network venivano infatti fortemente criticati, in quanto sarebbero soggetti alla diffusione di informazioni false e favorirebbero il cyberbullismo e in generale un linguaggio violento, divenendo quindi un luogo ideale per i messaggi populisti. Va comunque sottolineato che, nonostante tale ideologia, secondo analisi sociologiche le Sardine furono comunque un movimento "inscindibile dalla disponibilità delle tecnologie digitali".
L'ultimo punto riprendeva una tradizionale critica del populismo, ossia quella di portare a un'eccessiva semplificazione. L'intento dichiarato dalle Sardine era parlare alla "testa" delle persone, in opposizione ai politici populisti, visti come demagoghi che prometterebbero cose che non sarebbero in grado di mantenere una volta al governo. Al contrario, il movimento delle Sardine avrebbe dovuto essere uno strumento per l'analisi, il dialogo e la critica costruttiva.

### Europeismo
Nel manifesto dei valori del movimento si esprimeva un chiaro orientamento europeista, dicendosi addirittura in favore di "un unico Stato mondiale". Veniva inoltre sottolineata la necessità di coltivare la memoria di massacri e distruzioni del passato, visti come il frutto del nazionalismo. Tale orientamento ideologico risultava fortemente condiviso anche tra i membri del movimento. Alcuni di loro assumevano tuttavia anche un orientamento critico nei confronti delle istituzioni dell'Unione europea, vista come eccessivamente complicata e auspicando un maggior potere in capo al Parlamento europeo. Infine auspicavano la costituzione di una forza transnazionale per opporsi al populismo e in difesa dei diritti umani.
Quest'ultimo punto ebbe una parziale attuazione soltanto con la costituzione del movimento finlandese delle Silakkaliike ("aringhe"), nato nel dicembre 2019 in seguito a proteste contro l'arrivo di bambini siriani profughi nel Paese, schierandosi contro razzismo e scetticismo climatico. Il movimento fu tuttavia di breve durata e non seppe riorganizzarsi in seguito alla prima ondata della pandemia di COVID-19.

### Progressismo
Nonostante si presentasse almeno inizialmente come un movimento di persone comuni con valori non connotati politicamente, il movimento si collocava in ogni caso chiaramente nel campo del centro-sinistra, benché non in forma dichiarata: affermava di avere come fonte di ispirazione principale la Costituzione italiana e di perseguire principalmente gli ideali dell'antifascismo e della lotta alla discriminazione razziale, di genere e di orientamento sessuale. Si rileva quindi una particolare importanza data innanzitutto al tema dei diritti civili: i diritti delle donne, i diritti LGBT, la lotta contro la violenza di genere e gli abusi polizieschi. A questi seguiva il tema dell'immigrazione: gli annegamenti di migranti in mare, il razzismo e le violenze razziste, una riforma della cittadinanza secondo lo ius soli. In diversi casi le Sardine sostennero anche le manifestazioni di Black Lives Matter.
Nella seconda fase della vita del movimento, dopo le elezioni regionali in Emilia-Romagna, fecero però la loro comparsa anche altri temi, come la tutela dell'ambiente, la lotta contro la mafia, e anche discorsi su temi economici, come la disuguaglianza territoriale, il lavoro o i servizi pubblici, visti come i problemi alla base della crescita del populismo, e che a loro parere esso non era in grado di risolvere. In questi casi tuttavia il movimento rimase attento a evitare di attaccare specifici attori, come aziende, datori di lavoro, o chi inquinava l'ambiente, evitando una retorica "noi contro loro" su questi punti. Infine vi furono prese di posizione in materia di gestione della pandemia di COVID-19, tra cui una critica della sanità privata, critiche alla privacy dell'app Immuni e la necessità di fornire assistenza sanitaria anche a migranti e senzatetto.
In generale i politologi hanno visto nell'approccio ai temi sociali e ambientali, con la sottolineatura della solidarietà, dell'aiuto agli ultimi e della difesa della vita un'influenza del cattolicesimo sociale, combinato con approcci provenienti dal costituzionalismo democratico e dal postmaterialismo di sinistra. Altre analisi sociologiche hanno però ridimensionato l'importanza di questi temi ulteriori, sottolineando il solo carattere di movimento postmoderno, e identificando nelle Sardine sostanzialmente un movimento single-issue legato al contrasto ai populisti, seppure in continua trasformazione.
L'orientamento progressista era comunque coerente con quello dei leader del movimento e dei suoi membri: secondo analisi politologiche, pressoché tutti i partecipanti alle manifestazioni delle Sardine nel Centro-nord del paese erano di sinistra, radicale o moderata, con una prevalenza di questi ultimi. Parzialmente differente era invece la situazione al Centro-sud, dove da un lato vi era una minoranza di partecipanti di centro-destra moderato, ma dall'altra parte coloro che si riconoscevano nella sinistra radicale (tra cui molti dichiararono di essere elettori del Movimento 5 Stelle) erano di più di coloro che si autodefinivano come di sinistra moderata. Un orientamento del resto confermato dalla stessa coordinatrice calabrese del movimento, Jasmine Cristallo, che in un'intervista a Otto e mezzo su LA7 dichiarò di essere gramsciana. Sia al Nord sia al Sud infine i partecipanti maggiori di 55 anni erano tendenzialmente di sinistra radicale, oltre che tendenzialmente meno ottimisti dei giovani.

## Rapporto con i partiti del centro-sinistra
Come altri movimenti sociali del XXI secolo, il movimento, pur dichiarando di non essere legato ad alcun partito, ha avuto di fatto un ruolo a supporto di una particolare forza politica, e nello specifico la coalizione di centro-sinistra di Bonaccini, pur senza fare campagna a suo favore, ma solo contro la sua principale avversaria. Se poi inizialmente vi fu l'ambizione di creare una forza autonoma per portare avanti politiche progressiste, successivamente prevalse l'idea di un rapporto privilegiato con la politica istituzionale e il Partito Democratico. Se il fatto di avere un rapporto privilegiato con una forza politica non è un elemento inedito tra i movimenti sociali, al contrario di altri movimenti le Sardine ebbero però questo rapporto non con forze di opposizione più o meno radicale al sistema politico, ma con un partito, il PD, che era parte integrante del sistema politico e istituzionale del Paese. Non solo, ma successivamente si posero dichiaratamente al servizio delle istituzioni per aiutarle a intervenire a favore delle aree di maggiore disagio sociale. Allo stesso tempo evitarono di prendere posizioni eccessivamente polarizzanti sul piano del conflitto sociale, e ricevettero un appoggio da parte dei media progressisti tradizionali (anche se spesso interessati solo al contrasto al populismo e non agli altri temi sollevati dal movimento).
Il legame con i partiti di centro-sinistra è stato particolarmente evidenziato dalla stampa di centro-destra, facendo riferimento anche a elementi biografici della vita dei fondatori del movimento, come ad esempio al fatto che Santori facesse parte del comitato di redazione di una rivista diretta da Alberto Clò, ex ministro del governo Dini, e co-fondata da Romano Prodi.
In tal senso, i politologi videro nell'emergere di un movimento come le Sardine anche un segno di debolezza dello stesso Partito Democratico, che avrebbe dovuto invece essere il naturale mezzo di espressione di messaggi simili, ma che, come riconobbe anche un dirigente del PD, non sarebbe mai riuscito a portare in piazza tante persone. Secondo alcune analisi il PD non aveva la credibilità necessaria, anche a causa del fatto di aver adottato alcuni elementi populisti durante la segreteria di Matteo Renzi e dell'alleanza col Movimento 5 Stelle a livello nazionale. Secondo altri studiosi, invece, tutto ciò aveva cause più profonde, indicando in generale l'estrema debolezza di tutte le organizzazioni collettive in una società ormai pienamente liquida. Il movimento delle Sardine confermò in ogni caso la tradizionale necessità da parte dei partiti di centro-sinistra di affidarsi a movimenti della società civile per contrastare gli avversari di centro-destra. Rispetto alle altre passate fiammate di attivismo del "popolo di sinistra", come girotondi e Popolo Viola, il rapporto delle Sardine nei confronti dei partiti di centro-sinistra fu molto meno critico.
D'altra parte però il rapporto tra Sardine da un lato e partiti e istituzioni dall'altro fu comunque in una certa misura critico: la stessa importanza del tema della partecipazione sottintendeva una sfiducia diffusa nelle forme di partecipazione della politica tradizionale e nella capacità di quest'ultima di entrare in contatto con i cittadini. Questo elemento di polemica rispetto ai partiti tradizionali divenne col passare del tempo sempre più esplicito. Se nella lettera aperta a Conte di febbraio 2020 le Sardine si proponevano quindi come tramite tra istituzioni e cittadini (di fatto assumendo il ruolo tradizionalmente in capo ai partiti), nei mesi successivi i loro messaggi assunsero toni polemici verso la politica dei partiti tradizionali, vista sostanzialmente come ipocrita, interessata solo a lotte di potere e lontana dalle esigenze di cittadini e iscritti, all'opposto della loro azione politica disinteressata. Le Sardine videro quindi il proprio ruolo come quello degli autentici rappresentanti degli ideali del centro-sinistra, chiedendo al PD maggiore trasparenza, apertura alla società civile e partecipazione democratica, ma ribadendo allo stesso tempo il proprio sostegno al segretario del partito, Nicola Zingaretti. Allo stesso modo nella comunicazione online del movimento si affiancarono in questo periodo una difesa delle istituzioni a critiche al governo sulla gestione della crisi pandemica e sull'insufficienza delle misure in materia di lotta al caporalato e di sostegno alla cultura.